# Barry McDaniel

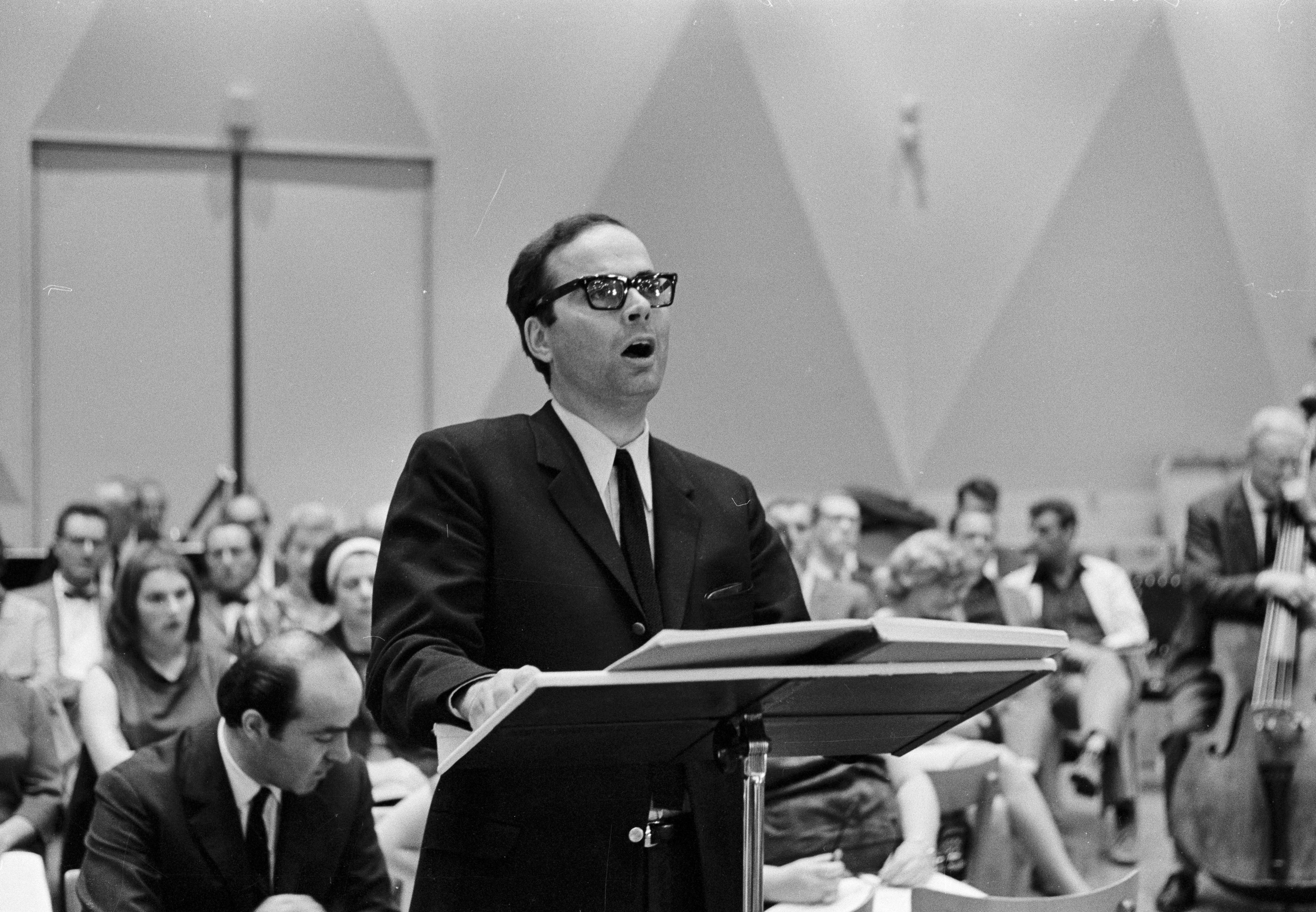
Barry McDaniel, 1966

Barry McDaniel (* 18. Oktober 1930 in Lyndon, Kansas; † 18. Juni 2018 in Berlin) war ein amerikanischer Opernsänger (Bariton), dessen Karriere fast ausschließlich in Deutschland stattfand. Neben seiner Bühnentätigkeit trat er auch als Konzert- und Liedsänger hervor.

## Leben
Barry McDaniel wurde in eine sehr musikliebende Familie geboren, in der seine Begabung früh erkannt und gefördert wurde. Schon als Kind erhielt er intensiven Unterricht in Gesang, Klavier und Schlagwerk und war als Knabensopran ein gefragter Solist in der Kirche und bei privaten Konzerten. Nach dem Stimmwechsel studierte er Gesang erst an der University of Kansas und dann bei dem angesehenen Bariton und Gesangspädagogen Mack Harrell, der ihn 1950 an die Juilliard School of Music in New York brachte. Nach Abschluss seines Studiums dort kam er mit einem Fulbright-Stipendium 1953 an das Stuttgarter Konservatorium, wo er seine Studien bei Hermann Reutter und Alfred Paulus fortsetzte und das umfangreiche deutsche Repertoire weiter ausbaute, das zum Fundament seiner späteren Karriere wurde. Es folgte ein erstes Engagement an der Oper Mainz, dann – nach einer zweijährigen Unterbrechung durch den Militärdienst bei der US Army – Engagements an der Staatsoper Stuttgart (1957 bis 1958) und ab 1959 am Staatstheater Karlsruhe. Dort wurde er im Herbst 1961 von Egon Seefehlner, dem stellvertretenden Intendanten und Talentscout der 1961 in ihrem neuen Haus wieder eröffneten Deutschen Oper Berlin, entdeckt und nach Berlin verpflichtet.

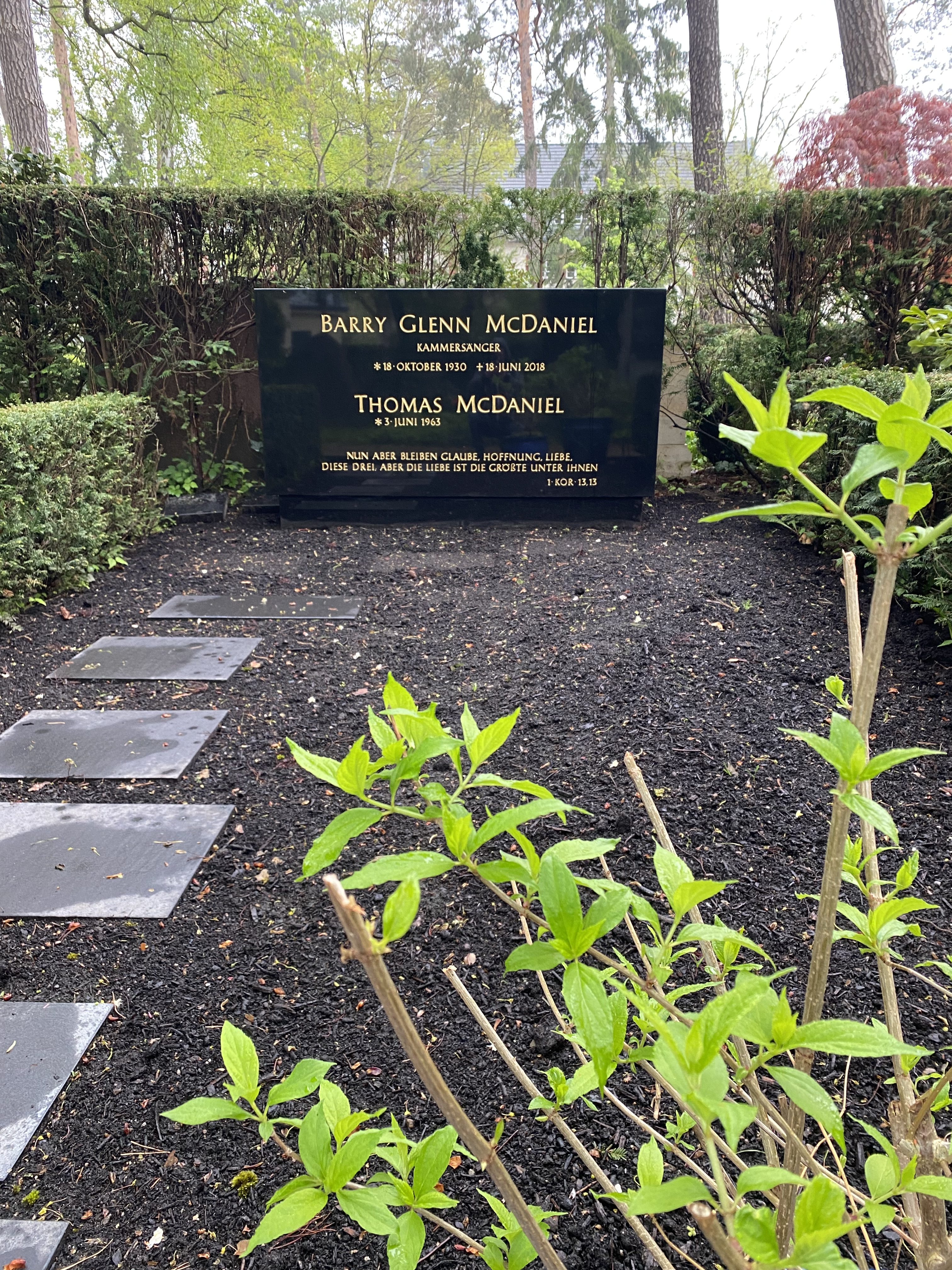
Grabstätte auf dem Evangelischen Kirchhof Nikolassee

Barry McDaniel blieb festes Mitglied des DOB-Ensembles von 1962 bis 1999 und arbeitete dort mit Regisseuren wie Gustav Rudolf Sellner, Götz Friedrich, Günther Rennert, Filippo Sanjust und Kollegen wie Dietrich Fischer-Dieskau, Elisabeth Grümmer, Josef Greindl, Ernst Haefliger, James King, Lisa Otto, Catherine Gayer, Pilar Lorengar und Edith Mathis. Sein Bühnenrepertoire umfasste 98 Partien, von Gluck und Mozart über das italienische Belcantofach und Richard Strauss bis zu zeitgenössischen Komponisten, von denen er mehrere Rollen erstmals auf der Bühne gestaltete.
Seine Bandbreite als Kirchenmusik- und Liedinterpret reichte wie bei der Oper vom Barock bis in die Gegenwart. Bei der Kirchenmusik standen Johann Sebastian Bach (Kantaten, Christus in der Matthäuspassion) und Georg Philipp Telemann im Mittelpunkt, beim Lied Franz Schubert mit seinen großen Liedzyklen, Robert Schumann, Gustav Mahler und Johannes Brahms. Eine weitere wichtige Rolle spielten französische Mélodies z. B. von Claude Debussy, Maurice Ravel oder Francis Poulenc, und moderne Kompositionen z. B. von Aribert Reimann, Hermann Reutter, Anton Webern, Günter Bialas, Luigi Dallapiccola, Carl Orff und Richard Rodney Bennett.
Zu seinen insgesamt über 2100 Bühnen- und Konzertauftritten in Berlin kamen zahlreiche Gastspiele, zum Beispiel in Wien in den Jahren 1969 bis 1979, Hamburg, Frankfurt, München (11 Jahre lang war er regelmäßiger Gast bei den Münchner Opernfestspielen), Genf, Amsterdam, Mexiko und Japan. 1964 trat er bei den Bayreuther Festspielen in Wagners Tannhäuser als Wolfram auf, 1971 bei den Schwetzinger Festspielen in Aribert Reimanns Melusine, 1972 an der New Yorker Metropolitan Opera als Pelléas. Insgesamt ist Barry McDaniel gut 3400 Mal live aufgetreten. Außerdem nahm er zwischen 1954 und 1984 mehrere hundert Lieder, geistliche Werke und Operntitel für den Rundfunk auf und spielte in den 1960er und 1970er Jahren mehrfach Hauptrollen in Fernsehproduktionen von Opern und Operetten, beispielsweise die Rolle des Gespensts in der ZDF-Fernsehoper Das Gespenst von Canterville.
1970 wurde ihm vom Berliner Senat der Titel eines Berliner Kammersängers verliehen.
Ab Ende der 1980er Jahre begann Barry McDaniel schrittweise, seine Theater- und Konzerttätigkeit zu reduzieren, und zog sich 1999 nach einer Konzertreihe amerikanischer Songs endgültig aus dem aktiven Musikleben zurück. Er lebte zusammen mit seinem Partner in Berlin, wo er im Juni 2018 im Alter von 87 Jahren starb. Seine letzte Ruhestätte fand er auf dem Evangelischen Kirchhof Nikolassee. Barry McDaniel hat drei Kinder aus seiner ersten Ehe.

## Bühnenrollen (Auswahl)
- Christoph Willibald Gluck – Orest in Iphigénie en Tauride
- Wolfgang Amadeus Mozart – Papageno in Die Zauberflöte, Graf Almaviva in Le nozze di Figaro, Guglielmo in Così fan tutte, Nardo in La finta giardiniera, Allazim in Zaide
- Ludwig van Beethoven – Erster Gefangener in Fidelio
- Gaetano Donizetti – Malatesta in Don Pasquale
- Domenico Cimarosa – Graf Robinsone in Il matrimonio segreto
- Gioacchino Rossini – Figaro in Il barbiere di Siviglia, Selim und Poet in Il turco in Italia, Dandini in La Cenerentola
- Albert Lortzing – Graf Eberbach in Der Wildschütz, Zar in Zar und Zimmermann
- Ruggiero Leoncavallo – Silvio in Pagliacci
- Richard Wagner – Wolfram in Tannhäuser, Melot in Tristan und Isolde
- Giacomo Puccini – Sharpless in Madama Butterfly, Ping in Turandot
- Richard Strauss – Olivier in Capriccio, Harlekin in Ariadne auf Naxos, Barbier in Die schweigsame Frau
- Claude Debussy – Pelléas in Pelléas et Mélisande
- Francis Poulenc – Ehemann in Les mamelles de Tirésias
- Roger Sessions – Cuauhtemoc in Montezuma (Uraufführung Berlin 1964)
- Hans Werner Henze – Sekretär in Der junge Lord (Uraufführung Berlin 1965)
- Isang Yun – Titelrolle in Der Traum des Liu-Tung (Uraufführung Akademie der Künste Berlin 1965)
- Aribert Reimann – Graf Lusignan in Melusine (Uraufführung Schwetzinger Festspiele 1971)

## Stimme und Diskografie
Die Stimme von Barry McDaniel war ein lyrischer Bariton mit einem Tonumfang von 2½ Oktaven, einer ausgefeilten Gesangs- und Atemtechnik (er war z. B. in der Lage, das 9 Takte lange Melisma in der Einleitungsphrase der Kreuzstabkantate BWV 56 in einem einzigen Atem zu singen) und einer von Fachleuten immer wieder hervorgehobenen Klangschönheit. Das New Groves Dictionary of Music and Musicians bescheinigt ihm eine „sehr wohltönende Stimme“ sowie „ein ausgeprägtes Gefühl für Phrasierung und ein hohes Maß an Textverständnis und Textprojektion“. Wolfram Schwinger schrieb 1971 über seine Partie in Reimanns Melusine: „Eine so kantable Poesie, eine so luzide Opernlyrik sucht heute ihresgleichen, und kaum einer vermöchte sie wohl so betörend zu singen wie Barry McDaniel.“ Die Stimme nahm im Lauf der Jahre noch an Ausdruckstiefe und Farbnuancen zu, behielt aber immer ihren jugendlichen, lyrischen Charakter, und Barry McDaniel vermied konsequent Ausflüge außerhalb seiner Fachgrenzen, z. B. zu schweren Wagner- oder italienischen Verismo-Partien.
Von Barry McDaniel existieren Tonaufnahmen aus allen Bereichen seines Repertoires sowie eine Reihe von Fernsehproduktionen. Heute noch im Handel sind z. B. Aufnahmen von Johann Sebastian Bach, Opernpartien von Mozart, Strauss, Weill und Henze und Werke zeitgenössischer Kirchenmusik (die oft mit ihm zum ersten und einzigen Mal eingespielt wurden). Obwohl seine Schallplattenkarriere als Liedinterpret behindert wurde durch die Tatsache, dass er auf dem begrenzten Markt kommerzieller Produktionen stets im Schatten seiner beiden großen Konkurrenten Hermann Prey und vor allem Dietrich Fischer-Dieskau stand, existieren nicht nur zwei Platteneinspielungen der „Winterreise“, sondern auch zahlreiche Liedaufnahmen – teils Studioproduktionen, teils Live-Mitschnitte – in den Archiven u. a. des SWR, des BR, des WDR, des SFB (heute RBB) und der BBC. Auch der Pelléas – eine seiner bedeutendsten Opernpartien und von Hans Heinz Stuckenschmidt nach der Premiere in Berlin 1963 als „eine vollkommene Leistung“ gefeiert – ist als Radiomitschnitt einer Aufführung an der Metropolitan Opera 1972 erhalten.
Für eine vollständige Liste der Tonaufnahmen und Fernsehproduktionen von Barry McDaniel siehe Weblinks.